# Stadio del Commonwealth
Lo Stadio del Commonwealth (in inglese Commonwealth Stadium) è un impianto sportivo polivalente di Edmonton, in Canada.
Usato principalmente per ospitare match degli Edmonton Elks, la locale squadra di football canadese, fu costruito nel 1978 in occasione dei Giochi del Commonwealth, e ha 56.302 posti a sedere nella sua configurazione base.
La struttura è composta da un primo anello di tribune che circonda interamente il campo, a cui è sovrapposto un secondo anello soltanto sui lati lunghi.
L'impianto è raggiungibile grazie a una fermata dedicata della Rete tranviaria di Edmonton.

## Storia
Lo stadio venne costruito in occasione dei Giochi del Commonwealth del 1978, e da essi prende infatti il nome. Per la stessa manifestazione venne anche realizzata la linea tramviaria che ancora oggi permette di raggiungere l'impianto. La struttura venne costruita proprio a fianco del Clarke Stadium, precedente casa della squadra di football.
I lavori vennero iniziati nel dicembre del 1974, venendo completati in tempo e nel rispetto del budget di spesa prefissato. Al momento della sua costruzione il Commonwealth Stadium era il secondo più grande del Canada dopo lo Stadio Olimpico di Montréal, il primo all'aperto. Inoltre, diversamente da molti altri impianti del paese, si optò per una superficie in erba naturale.
La struttura è stata sottoposta negli anni a diversi interventi di ristrutturazione e ammodernamento, i più importanti dei quali furono nel 2001, in previsione dei mondiali di atletica, e nel 2010, quando vennero sostituiti i seggiolini e fu installato un manto di erba sintetica in luogo di quella naturale.

## Utilizzo
Oltre a essere la casa del football canadese, lo stadio ha ospitato diverse grandi manifestazioni: oltre ai già citati giochi del Commonwealth del 1978, si ricordano le Universiadi del 1983 e l'edizione del 2001 dei Campionati del mondo di atletica leggera.
Visto che per molti anni è stato il più grande impianto nazionale a disporre di un prato in erba naturale, al Commonwealth Stadium hanno spesso giocato le nazionali di calcio del paese, ad esempio per 19 volte quella maschile. Inoltre tutte le grandi manifestazioni calcistiche internazionali ospitate dal Canada hanno previsto degli incontri in questo stadio: i mondiali femminili under-20 del 2002 e del 2014, i mondiali maschili under-20 del 2007 e i mondiali femminili del 2015. Anche i club calcistici cittadini dei Drillers e degli Aviators hanno scelto il Commonwealth Stadium come casa.
Nel 2003 lo stadio ha ospitato la prima edizione degli NHL Heritage Classic che ha messo di fronte Edmonton Oilers e Montreal Canadiens nella prima partita all'aperto della storia della National Hockey League.
Lo stadio ha ospitato anche incontri di rugby, in particolar modo quelli della Churchill Cup e le finali della Coppa del mondo femminile del 2006.
Numerosi gruppi musicali, fra cui U2, Pink Floyd, David Bowie, Tim McGraw, Rolling Stones, e The Police si sono esibiti in concerti al suo interno.